# موت

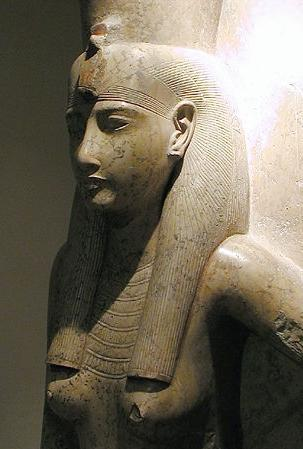
پیکره مات در موزه الأقصر مصر

مات یا ماوت (به معنی مادر) از ایزدبانوان مصر باستان بود. در هیروگلیف، او را به سان کرکس سفیدرنگی می نمایانند. پیکره ها، او را به سان زنی که تاجهای مصر را بر سر نهاده، نشان می‌دهند. موت همچنین چشم رع خوانده می‌شود و فرمانروایان مصر، از پرستش او پشتیبانی می‌کردند.